# Ногич, Йована
Йована Ногич (серб. Јована Ногић; род. 17 декабря 1997, Белград) — сербская профессиональная баскетболистка, играет на позиции лёгкого форварда за баскетбольный клуб «УГМК» (с 2024 года). Участница летних Олимпийских игр 2024 года.

## Карьера

### Клубная
Родилась 17 декабря 1997 года в Белграде, но переехала в Португалию со своей семьей в детстве, где начала заниматься баскетболом в младших классах.
После 11 лет, проведенных в Португалии, она играла в колледже Провиденс, где установила рекорды по количеству забитых очков и количеству забитых трёхочковых.
С самого начала своей старшей карьеры Йована играла за испанские клубы «Кади Ла Сеу», «Кларинос Тенерифе» и «Кампус Промете».
Сезон 2023/2024 годов провела в женском баскетбольном клубе «Бешикташ».
В 2024 году приехала в Россию, включена в основу ЖБК «УГМК».

### Сборная
В 2024 году была приглашена в сборную для участия в летних олимпийских играх в Париже. Сербки уступили в четвертьфинале сборной Австралии.